# Farinera Teixidor
La Farinera Teixidor és un edifici modernista projectat per Rafael Masó i Valentí l'any 1910 al carrer Santa Eugènia, 42, de Girona. És una de les obres més representatives del Modernisme de la ciutat. És una obra inclosa a l'Inventari del Patrimoni Arquitectònic de Catalunya.

## Descripció

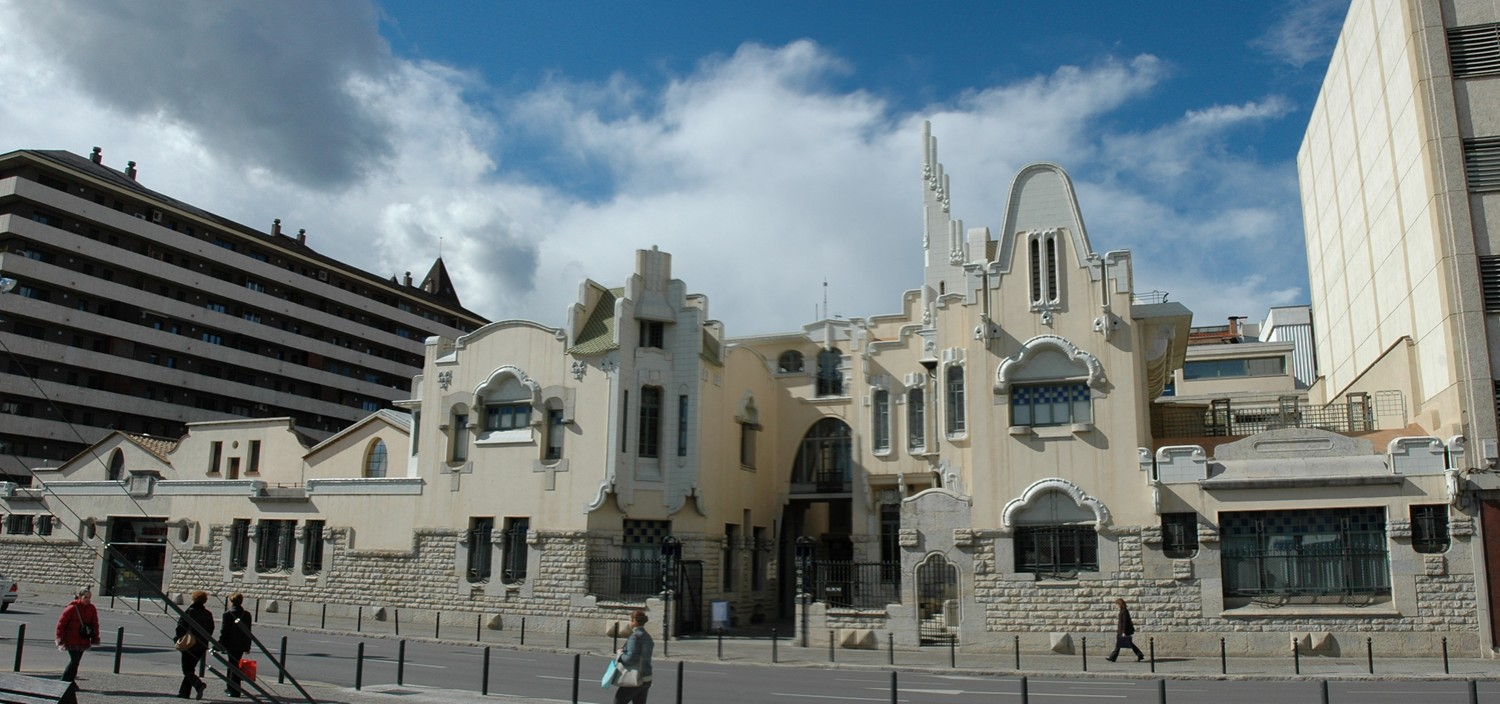
La Farinera Teixidor

El conjunt de l'edificació consta de diverses parts que ocupen una àmplia parcel·la situada entre la carretera de Sta. Eugènia i la séquia Monar. Per una banda hi ha l'edificació destinada a oficines i habitatge dels propietaris, format per dos cossos independents connectats a nivell del primer pis per una passera amb arcs parabòlics. Les façanes presenten un basament d'encoixinats de pedra i la resta de paraments són arrebossats i amb elements de ceràmica vidriada de color blanc als remats superiors i a les obertures. Són interessants els pinacles asimètrics, el disseny de les peces ceràmiques i de la forja de reixes i portes. Posteriorment es construeixen els magatzems laterals que presenten elements més pròpiament noucentistes.
Les peces de forja són obra del serraller Nonici Cadenas, de Girona. La ceràmica vidriada és de la fàbrica Corominas de la Bisbal. Totes aquestes peces foren dissenyades per Rafael Masó. Les obres van començar el 1910. El 1916 hi va seguir una primera ampliació i el 1923 es construí el magatzem lateral.

## Història
L'industrial Alfons Teixidor va encarregar a Masó una de les obres que amb el temps esdevindria la més emblemàtica de l'arquitecte: un complex integrat per l'habitatge de la família Teixidor, el cos d'oficines i les naus industrials, destinades a farinera i magatzems. El lloc escollit era una zona d'aiguamolls a prop de les estacions de tren i que pertanyia al municipi de Santa Eugènia de Ter.

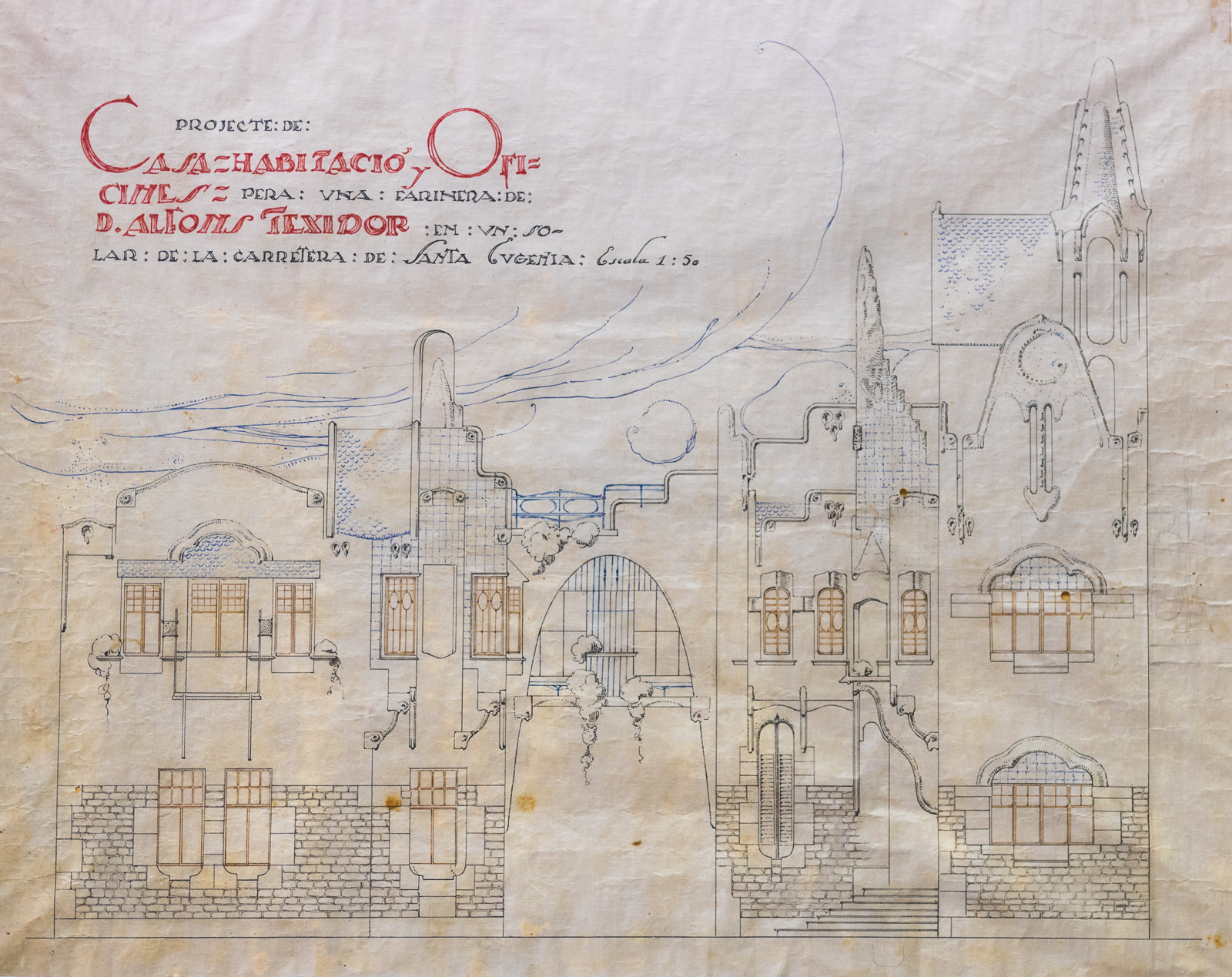
Plànol de Rafael Masó

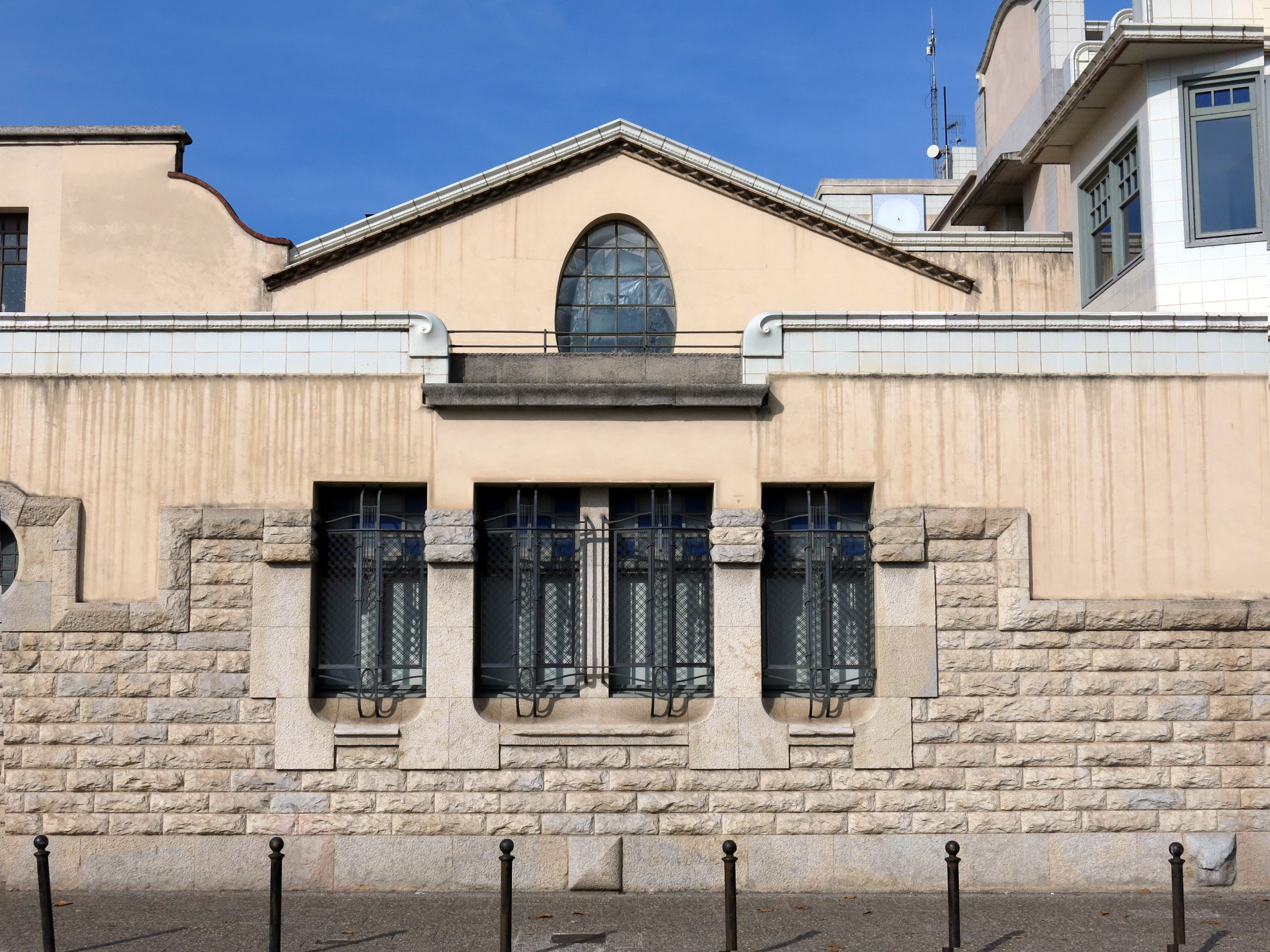
Detall de la façana de les naus industrials de la farinera

L'edifici va ser construït en diverses etapes per un jove Masó a les escorrialles del modernisme, amb influències de Gaudí, de Charles Rennie Mackintosh i de la Sezession vienesa. Les peces de majòlica blanca del taller d'Antoni Serra, les escates dels germans Coromina, la forja de Cadenas i els vitralls de Rigalt, Granell & Cia., va permetre a Masó materialitzar un edifici que revela des de l'exterior la seva funció. Els pinacles arrodonits en forma d'espigues de blat, els revestiments de rajola blanca i el color blanc de les façanes abans de la restauració, al·ludeixen directament la idea de muntanyes de farina. El mateix arquitecte va escriure:
| « | fins i tot les teulades i la cúpula seran blanques ¡Tot nevat! Vull que sigui realment la casa de les farines. | » |

El conjunt comprèn dos cossos units per un passatge alt, amb arc parabòlic, destinats a habitatge, el cos de la dreta, i a oficines, el de l'esquerra, construïts entre els anys 1910 i 1911. Quatre anys més tard s'hi va afegir un magatzem a la dreta dels dos cossos. Posteriorment, el 1923, es van afegir dos altres magatzems a l'esquerra del conjunt.
Per sota del passatge s'accedeix a l'interior de l'illa. El conjunt té un gran interès tant de volum i de composició com en els detalls decoratius, innumerables. De manera resumida, cal assenyalar la pedra de la planta baixa, amb diferents jocs de formes i textures d'acabat; l'estucat de la resta de paraments, sobre el qual destaca la rajola blanca, amb nombroses formes, relleus i detalls decoratius. També està ornamentat amb elements de ferro forjat com les reixes de les finestres, de les portes i de la tanca d'entrada, amb un disseny també en forma d'espiga, els fanals amb acabats de vidre blau. Són també interessants els vitralls, les formes de les finestres i dels elements estructurals i constructius, i les teules vidrades verdes.
Es va restaurar fa uns 20 anys i fins al 6 de juny de 2015 va ser la seu de l'empresa editora del diari El Punt.
De l'autor Rafael Masó, també es coneixen altres obres com la Casa Teixidor (la Punxa) propera a la Farinera i del mateix propietari, la Casa Salieti, la Farmàcia Masó-Puig avui coneguda com a Farmàcia Saguer, o la Casa Masó, que va ser la seva casa natal i residència fins que es va casar amb Esperança Bru l'any 1912, actualment aquesta casa és la seu de la Fundació Masó i el museu on es guarda el llegat de la família.